# ジェームス・ワーチ
ジェームス・V・ワーチ（James V. Wertsch、1947年5月16日 - ）は、アメリカ合衆国の社会文化人類学者である。セントルイスにあるワシントン大学国際関係学部の副学長、マーシャル・ソロモン・スノー芸術科学院教授、マクドネル・インターナショナル・スカラーズ ・アカデミー所長。また、社会文化人類学の著作があり、教授活動を行っている。
イリノイ大学アーバナ校から心理学による文学学士号、ノースウェスタン大学から教育学修士号、シカゴ大学から教育心理学の博士号を取得。

## 著書
- ヴィゴツキーと心の社会的形成 ハーバード大学出版会、1985
- 文化・コミュニケーション・認知 ヴィゴツキーの視点 ケンブリッジ大学出版会、1985
- 心の声 媒介された行為への社会文化的アプローチ  ハーバード大学出版会、1991
- 行為としての心 オックスフォード大学出版会、1998
- 集合的想起の声 ケンブリッジ大学出版会、2002